# Claude Chamboissier
Pour les articles homonymes, voir Framboisier (homonymie).
Claude Chamboissier, alias Framboisier, né le 10 juin 1950 à Alger et mort le 4 janvier 2015 à Monaco, est un musicien, chanteur, acteur, et producteur français. Il est surtout connu sous son nom d'artiste, Framboisier. De 1987 à 1997, il est membre du groupe musical Les Musclés, qui accompagne l'émission le Club Dorothée, sur TF1.

## Biographie
Claude Chamboissier est né le 10 juin 1950 à Alger en Algérie française. Il est le chanteur du groupe Les Musclés, de 1987 à 1997. Ce groupe de cinq musiciens français accompagne l'émission du Club Dorothée (programme jeunesse) diffusée sur TF1. 
Le groupe accompagne également de nombreux tubes de Dorothée, ou encore ceux d'Hélène Rollès, y compris lors de concerts à Bercy, par exemple.
Claude Chamboissier est acteur dans les séries : Salut les Musclés (de 1989 à 1994) et La Croisière foll'amour (de 1995 à 1996). À l'instar d'autres personnages des programmes d'AB Productions, son rôle de Framboisier dans ces deux séries est transversal à d'autres sitcoms, si bien que son personnage est connu pour avoir été l'oncle de Justine Girard, l'héroïne de Premiers baisers, ou encore celui d'Hélène Girard, l'héroïne d'Hélène et les Garçons (elles-mêmes cousines de Lola Garnier du Miel et les Abeilles).
Il est également producteur, notamment pour le premier album du groupe Matmatah, La Ouache (1998), Les Bredelers (2005), groupe alsacien strasbourgeois chantant en dialecte local,, ou encore pour le dernier album du groupe sénégalais Touré Kunda, Santhiaba (2008),,,.
Claude Chamboissier travaille avec Fleetwood Mac à la fin des années 1980,,.

### Mort
Il meurt à l'âge de 64 ans le 4 janvier 2015 d'un cancer du pancréas dans un hôpital de Monaco,,,. Ses obsèques ont lieu le 13 janvier 2015 en l'église de Robion (Vaucluse),.

## Filmographie

### Télévision
- 1989-1994 : Salut les Musclés : Framboisier
- 1993 : Famille Fou rire : Framboisier
- 1994-1997 : La Croisière foll'amour : Framboisier